# Јовст
Јоаким Вит Стин (норв. Joakim With Steen; Трондхејм, 26. јун 1989), познатији као Јовст норвешки је музички продуцент и текстописац. Представљао је Норвешку на Песми Евровизије 2017. у Кијеву са песмом Grab the Moment у пратњи Александра Волмена.